# Да ли неко има план?
Да ли неко има план? је српски документарни филм направљен почетком 2006. године. Филм се бави питањем будућег статуса Косова и Метохије. Овај 85-минутни документарни филм, у продукцији „Балканске истраживачке мреже“ (БИРН) и у режији вишеструко награђиваног редитеља Лодеа Десмета приказује судбину седамнаест обичних људи са Космета, из Србије и суседних земаља и пружа им прилику да поставе питања која их муче утицајним локалним политичарима и представницима међународне заједнице. 
То је покушај да се обичним људима пружи прилика да размене мишљења, а политичарима прилику за виртуелни дијалог о проблему. Стога се у филму налазе људи са Космета, из Србије, Босне и Македоније, који постављају питања о својој будућности Борису Тадићу, Бајраму Косумију, Хашиму Тачију, Сорену Јесену Петерсену, Николасу Бернсу, Хавијеру Солани и многим другима.
„Балканска истраживачка мрежа“ тврди да су покушали да прикажу неизвесност и сумње које муче становнике широм региона, али и да са жаром очекују критике побуњеника: „Уколико ме овде буду оптуживали да сам наклоњенма косметским Албанцима, а моју колегиницу у Приштини, Јету Џару, да је просрпски оријентисана, онда ћу сматрати само направили добро избалансиран филм“, Драгана Николић-Соломон, директорка Балканске истраживачке мреже.
Филм је прво приказан у Лондону, а у Србији је премијерно приказан 26. јануара 2006. године у Дворани културног центра у Београду. Највише реакција на премијери изазвале су изјаве Сорена Јесена Петерсена, који је покушао да умањи узроке и последице 17. марта 2004, истичући да је систематско насиље организовала и Србија деведесетих година XX века и Бајрама Косумија који каже да током тих нереда није спаљена ниједна српска црвква, осим оних изграђених у време Милошевићевог режима или Владике Артемија који тврди да ће Срби једнога дана поново ослободити Космет.